# Votes for Women (periódico)
Votes for Women fue un periódico asociado con el movimiento en favor del sufragio femenino en el Reino Unido. Hasta 1912, fue el periódico oficial de la Unión Social y Política de las Mujeres, la principal organización sufragista. Posteriormente, continuó con una circulación menor, al principio de forma independiente, y luego como la publicación de United Suffragists.

## Historia
El periódico fue fundado en octubre de 1907 por Emmeline y Frederick Pethick-Lawrence. La pareja se convirtió en codirectores del periódico, que fue publicado por St Clement's Press. Fue asumido como el periódico oficial de la Unión Social y Política de las Mujeres (WSPU por sus siglas en inglés), que en ese momento era la principal organización sufragista del país. Los miembros de la WSPU vendieron muchas copias en la calle. Los vendedores de las aceras a menudo eran acosados por transeúntes y se veían obligados a pararse en la cuneta para que la policía no los arrestara por "obstruir la acera".
Inicialmente, el periódico costaba 3d y se publicaba mensualmente, con suplementos semanales que lo actualizaban. En abril de 1908, su publicación se incrementó a una frecuencia semanal, y al mes siguiente el precio se redujo a solo 1 penique. Durante este período, la WSPU utilizaba el periódico como una herramienta para el reclutamiento y la recaudación de fondos, y dedicaba mucho tiempo a aumentar su circulación. Los carteles publicitarios del periódico fueron diseñados en 1903 y un nuevo diseño en 1909 por Hilda Dallas, una artista del Suffrage Atelier. Y, por ejemplo, cada verano, se instaba a los miembros de WSPU a reclutar nuevos suscriptores mientras estaban de vacaciones junto al mar y utilizar los carteles para fomentar las ventas.
El periódico fue rediseñado en 1909, se aumentó el tamaño de su página y se lanzó un nuevo diseño de póster. La WSPU lanzó una importante campaña publicitaria, que incluyó a Helen Craggs y otros en un ómnibus de gira por Londres, y estableció lanzamientos de ventas permanentes en el centro de Londres. Esto llevó la circulación a un máximo de 33.000 por semana a principios de 1910.
En 1912, los Pethick-Lawrences fueron arrestados y Evelyn Sharp asumió brevemente la dirección editorial del periódico. Posteriormente, los Pethick-Lawrences fueron expulsados de la WSPU, y más adelante publicaron el periódico de forma independiente, organizando sus partidarios en el Votes for Women Fellowship. Este grupo tenía como objetivo agrupar a miembros de una variedad de organizaciones de sufragio femenino, ya fueran activistas o no. La confraternidad formó grupos en todo el país, que se centraron en la educación. Ello hizo que algunos miembros decidieran formar un nuevo grupo de campaña. En febrero de 1914, Votes for Women anunció la formación de United Suffragists, en la que los Pethick-Lawrences volvieron al activismo, y en agosto transfirieron el control del periódico al nuevo grupo. Luego, Sharp asumió la dirección exclusiva del periódico.

## Últimos años
El periódico siguió publicándose durante la Primera Guerra Mundial, pero con una circulación muy reducida y luchó por seguir siendo económicamente viable. Sharp reorientó el periódico para atraer a las mujeres de clase media, con el lema "El periódico de guerra para las mujeres". Aunque ella personalmente se oponía a la guerra, se aseguró de que el periódico mantuviera una postura neutral al respecto. El sufragio femenino se promulgó gradualmente a partir de 1918, y en marzo de ese año se disolvió United Suffragists, dejando también de publicarse el periódico.

## Galería

Votes for Women
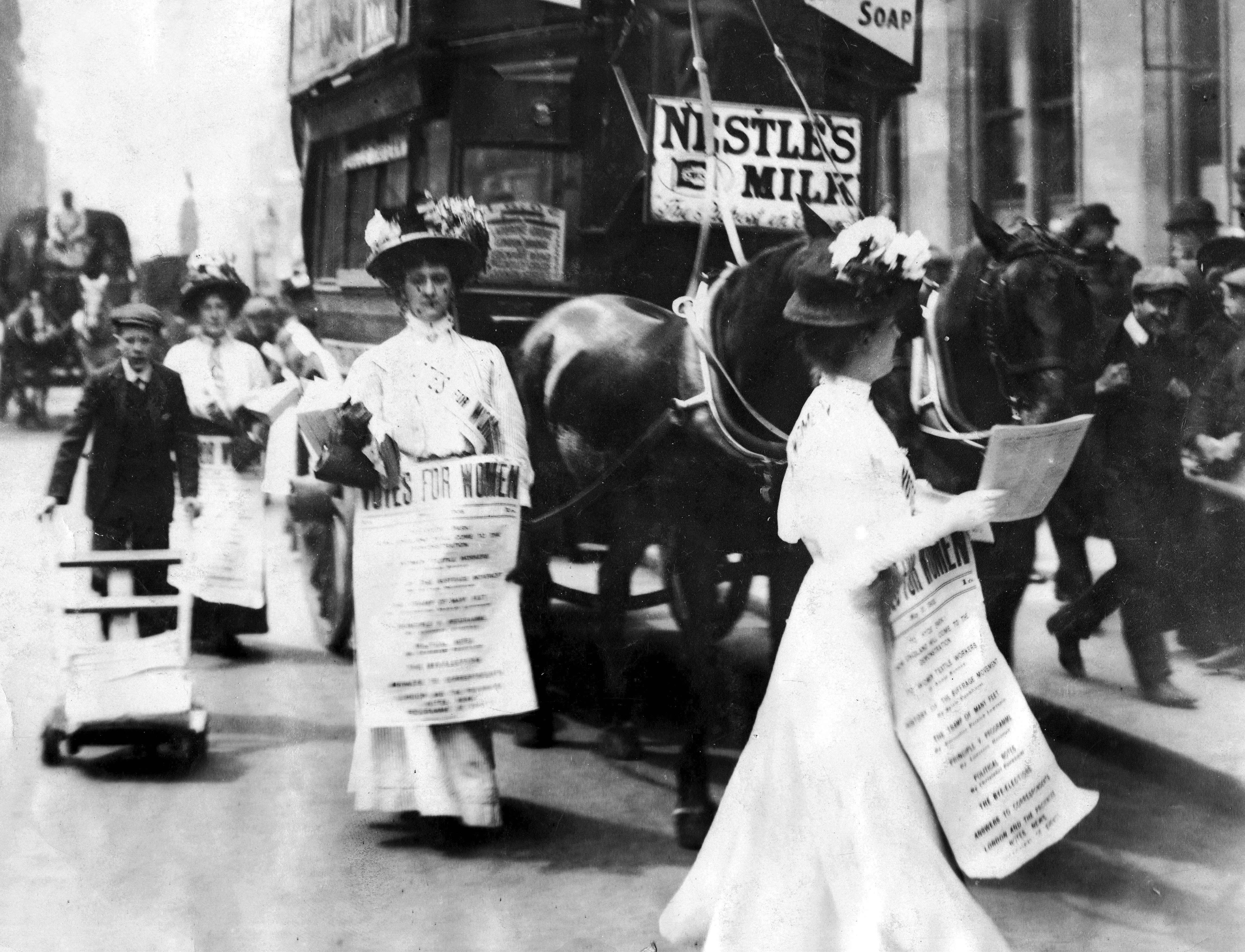
Mujeres vendiendo el periódico en Fleet Street en Londres, en 1908.
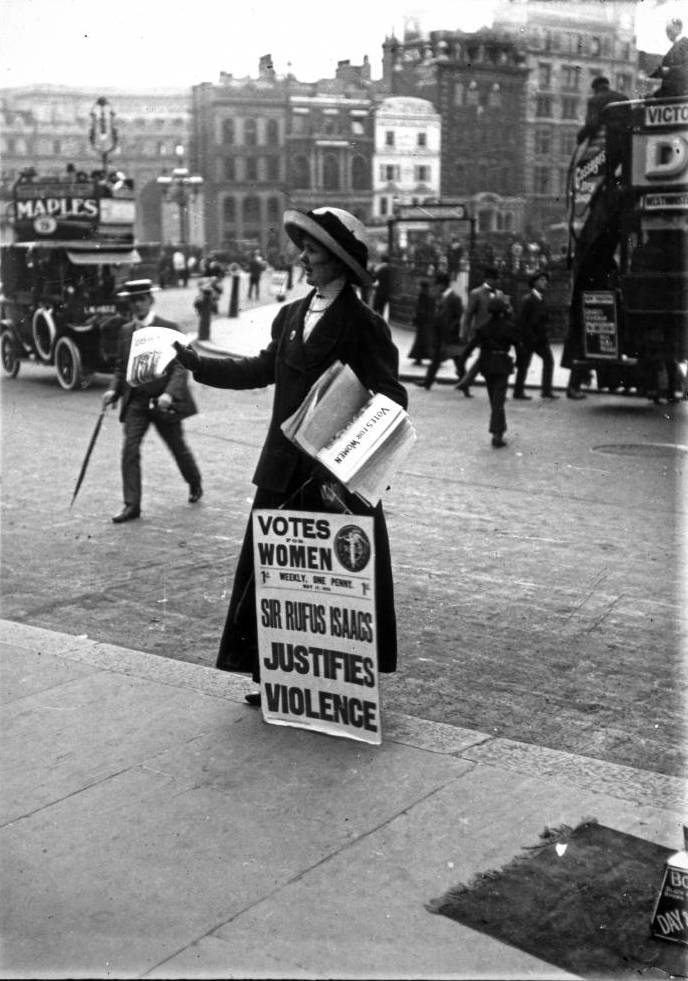
Vendiendo en la calle
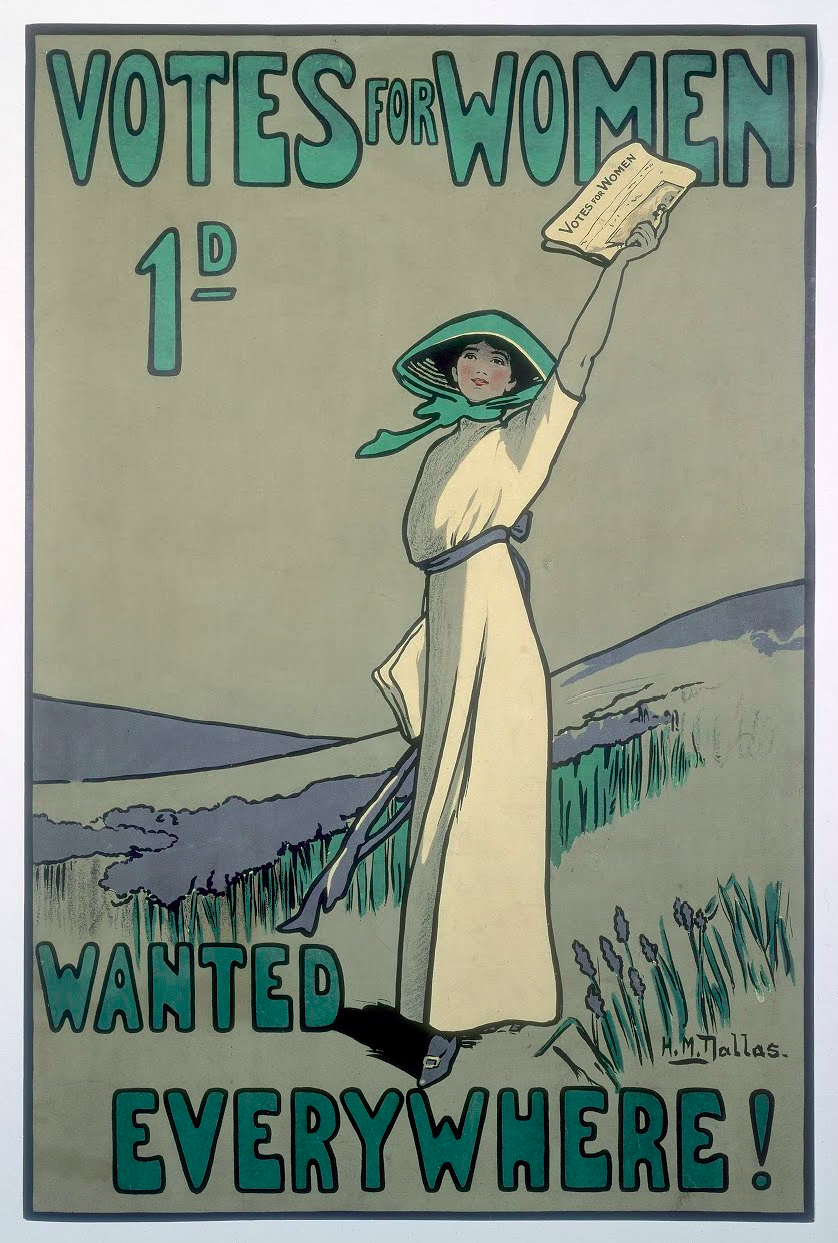
Póster de votos para mujeres de Hilda Dallas (1909)
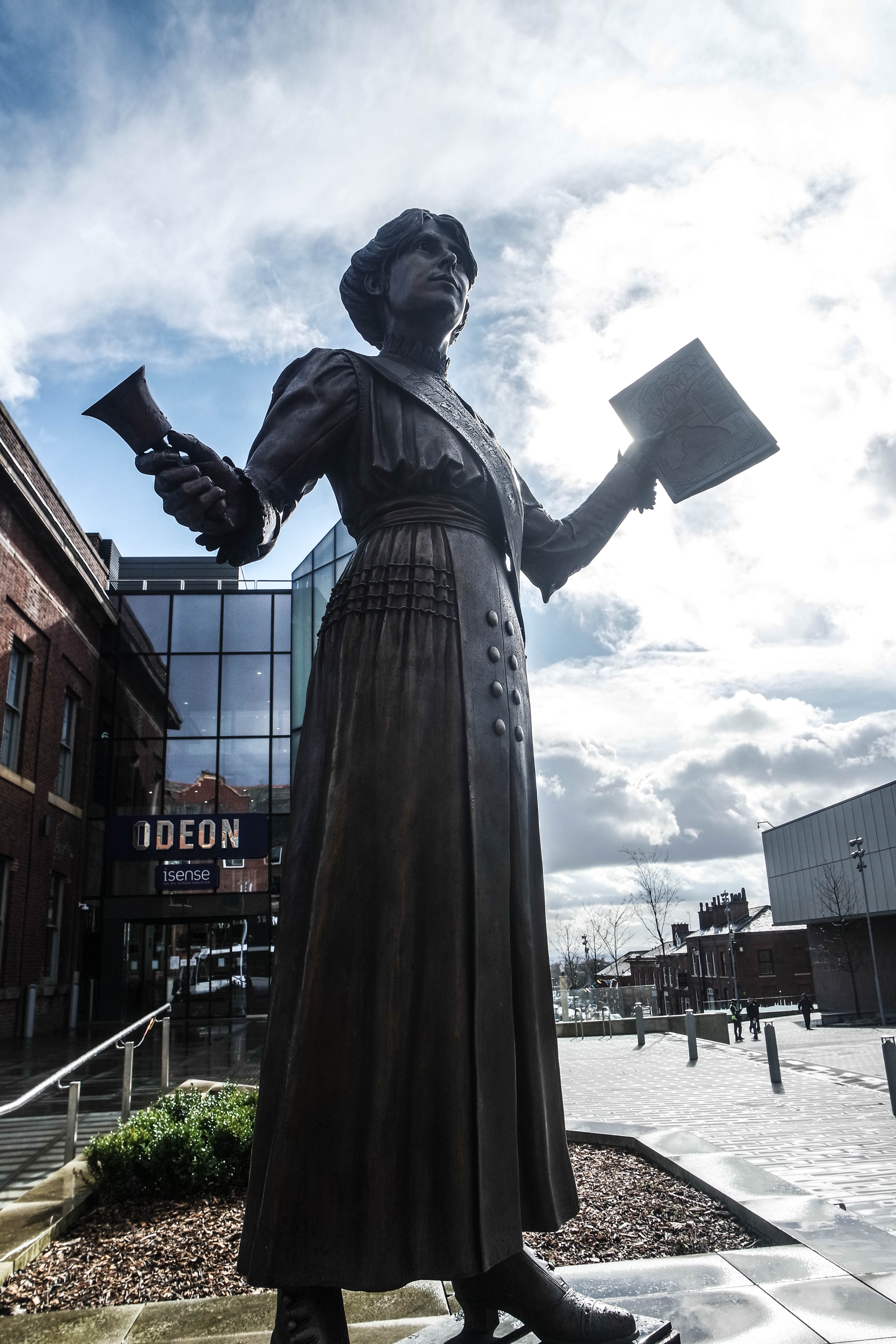
Estatua de Annie Kenney en Oldham con "Votos para mujeres"
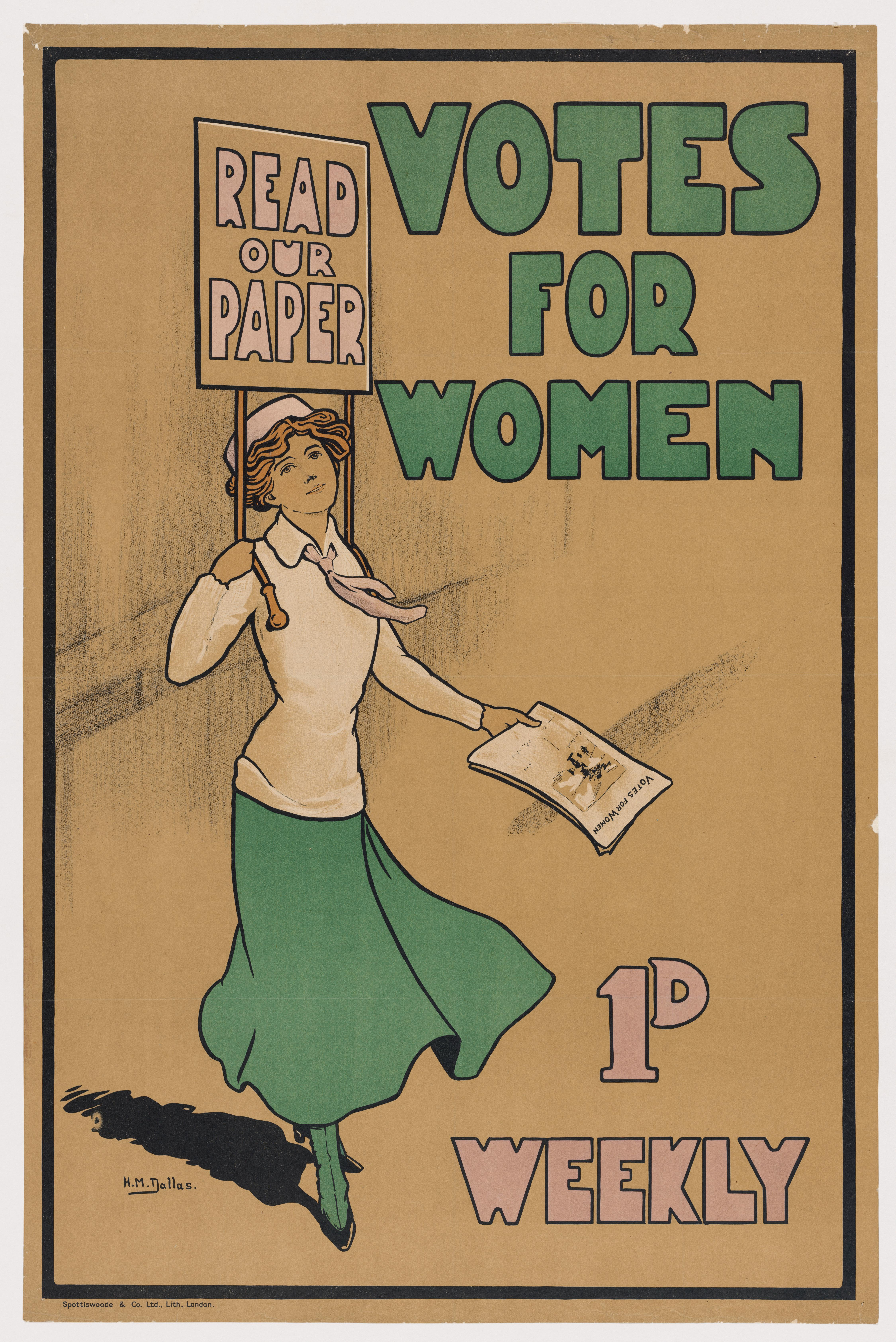
Póster Votos para mujeres (1903 en adelante) por Hilda Dallas